# 郭凯 (篮球运动员)
郭凯（1993年7月5日—），中国职业篮球运动员，身高2.01米，場上位置為大前锋，现效力于CBA聯盟的龙狮篮球俱乐部。
郭凯出生于江苏省苏州市，曾就读于苏州一中，初三时转校清华附中接受系统的篮球训练，高中期间他带领清华附中男篮连续三年夺得全国冠军，并借此进入北京大学国际关系学院。
从2012年到2016年，郭凯代表北京大学队征战了5届CUBA联赛。2014年第16届CUBA联赛总决赛，带伤上阵的郭凯依然首发出战，拿下了全队第二高分17分，帮助北京大学以77-60击败华侨大学，夺得队史上的首个总冠军。2014-15赛季，郭凯随北京大学首度参加CUBS大超联赛，一举闯进了总决赛，郭凯在决赛中发挥出色，帮助球队战胜太原理工大学，并问鼎了本届赛事的MVP，北京大学队成为了CUBA和CUBS双料总冠军。2015年郭凯入选了中国大学生代表队，出战第28届世界大学生运动会男篮比赛，郭凯被推举成为本届大运会中国代表团旗手。
2016年6月，郭凯报名参加CBA选秀，在选秀训练营中表现突出——两分钟强度投篮24投19中、80公斤卧推19次、100公斤深蹲30次，投篮、卧推和深蹲数据均为训练营第一名。在7月27日的第二场选拔赛中，郭凯又送出了17分12个篮板的精彩表现。7月28日选秀大会上，郭凯被佛山队在首轮第一顺位选中，成为了第2届CBA选秀状元。

## 外部連結
- 郭凯在fiba3x3.com（英语）
- 郭凯在中国男子篮球职业联赛
- 郭凯在Basketball-Reference.com（國際）（英语）
- 郭凯在Eurobasket.com（球員）（英语）
- 郭凯在RealGM（英语）
- 郭凯在Proballers（英语）
- 郭凯在中国篮球数据库（新浪网）